# السيدة الأولى (فلم)
السيدة الأولى (بالإنجليزية: The First Lady) هو فيلم نيجيري صدرَ عام 2015 من إنتاج وإخراج أوموني أُبولي.

## القصّة
تسأمُ عاهرةٌ من نوع العمل الذي تقوم به فتبذل كل ما في وسعها لتتوقف كما تتطلَّعُ أيضًا إلى رجلٍ لإنقاذها من مأزقها.

## طاقم التمثيل
| - أوموني أوبولي - تشينيدو إيكيديزي - جوزيف بنيامين | - أليكس إيكوبو - أودوكا أويكا - توني مونجارو |